# Gare de Neuillé-Pont-Pierre
La gare de Neuillé-Pont-Pierre est une gare ferroviaire française de la ligne de Tours au Mans, située sur le territoire de la commune de Neuillé-Pont-Pierre, dans le département d'Indre-et-Loire, en région Centre-Val de Loire.

## Situation ferroviaire
La gare de Neuillé-Pont-Pierre est située sur la ligne de Tours au Mans.

## Histoire
La gare est ouverte le 19 juillet 1858.

## Services voyageurs

### Accueil
C'est un point d'arrêt non géré (PANG).

### Dessertes
Neuillé-Pont-Pierre est desservie par des trains du réseau TER Centre-Val de Loire (ligne Tours - Le Mans).
| Origine | Arrêt précédent         | Train | Train                   | Train | Arrêt suivant | Destination |
| ------- | ----------------------- | ----- | ----------------------- | ----- | ------------- | ----------- |
| Tours   | Saint-Antoine-du-Rocher |       | TER Centre-Val de Loire |       | Saint-Paterne | Le Mans     |